# 錫福斯 (北卡羅萊納州)
錫福斯（英語：Seaforth）是位於美國北卡羅萊納州查塔姆縣的非建制地區。

## 地理
錫福斯所處的海拔為高於海平面66米（即217英呎），而該地所採用的時區為UTC-5，即北美东部时区（EST）。同時該地設有夏令時間，為UTC-5調快一小時，即UTC-4（EDT）。